# 耶律喊舍
耶律喊舍（12世纪？—1219年），契丹人，东辽君主。在金国和蒙古帝国的打击下，后辽东渡鸭绿江，直至高丽西京平壤，渡大同江。1217年，耶律统古与杀死了自称大辽收国王的耶律金山，自立为王。旋即耶律喊舍又杀耶律统古与，亦自立为王。1218年，投靠蒙古人的契丹首领耶律留哥引蒙古、契丹军及东夏国元帅胡士兵十万，围攻耶律喊舍。高丽也助兵四十万，大败耶律喊舍，1219年春，耶律喊舍上吊自杀。蒙古将东辽民众徙于西楼。